# Hugo Fernández
Hugo Daniel Fernández Vallejo (Montevideo; 2 de febrero de 1945-Puebla de Zaragoza; 1 de agosto de 2022) fue un futbolista y entrenador de fútbol uruguayo. 

## Clubes

### Como jugador
| Club                        | País      | Año         |
| --------------------------- | --------- | ----------- |
| Nacional                    | Uruguay   | 1961 - 1966 |
| Racing de Montevideo        | Uruguay   | 1967        |
| Gimnasia y Esgrima La Plata | Argentina | 1968 - 1969 |
| Cerro                       | Uruguay   | 1970        |
| Defensor Sporting           | Uruguay   | 1971        |
| Peñarol                     | Uruguay   | 1972 - 1975 |
| Tenerife                    | España    | 1975 - 1978 |
| Puebla                      | México    | 1979 - 1980 |
| Peñarol                     | Uruguay   | 1980 - 1981 |

### Como entrenador
| Club               | País    | Año         |
| ------------------ | ------- | ----------- |
| Peñarol            | Uruguay | 1984        |
| Puebla             | México  | 1985 - 1987 |
| Tigres             | México  | 1988 - 1989 |
| Tampico Madero     | México  | 1989 - 1990 |
| Toshiba            | Japón   | 1991 - 1993 |
| Nacional           | Uruguay | 1994 - 1995 |
| Puebla             | México  | 1995 - 1996 |
| Consadole Sapporo  | Japón   | 1997 - 1998 |
| Irapuato           | México  | 2001        |
| Veracruz           | México  | 2002        |
| Puebla             | México  | 2003        |
| Lobos de la BUAP   | México  | 2006        |
| Dorados de Sinaloa | México  | 2006 - 2008 |

## Palmarés

### Como jugador

#### Campeonatos nacionales
| Título              | Club     | País    | Año  |
| ------------------- | -------- | ------- | ---- |
| Campeonato Uruguayo | Nacional | Uruguay | 1966 |
| Campeonato Uruguayo | Peñarol  | Uruguay | 1974 |
| Campeonato Uruguayo | Peñarol  | Uruguay | 1975 |
| Campeonato Uruguayo | Peñarol  | Uruguay | 1981 |

### Copas internacionales
| Título                | Club     | País    | Año  |
| --------------------- | -------- | ------- | ---- |
| Trofeo Teresa Herrera | Peñarol  | Uruguay | 1974 |
| Trofeo Mohamed V      | Peñarol  | Uruguay | 1974 |
| Trofeo Teide          | Tenerife | España  | 1975 |

### Como entrenador

#### Campeonatos nacionales
| Título                   | Club               | País   | Año  |
| ------------------------ | ------------------ | ------ | ---- |
| Clausura Liga de Ascenso | Dorados de Sinaloa | México | 2007 |